# Mobarakeh (Verwaltungsbezirk)
Mobarakeh (persisch شهرستان مبارکه) ist ein Schahrestan in der Provinz Isfahan im Iran. Er enthält die Stadt Mobarakeh, welche die Hauptstadt des Verwaltungsbezirks ist.

## Demografie
Bei der Volkszählung 2016 betrug die Einwohnerzahl des Schahrestan 150.441. Die Alphabetisierung lag bei 90 Prozent der Bevölkerung. Knapp 83 Prozent der Bevölkerung lebten in urbanen Regionen.
| Zensusjahr | Einwohnerzahl |
| ---------- | ------------- |
| 2011       | 143.474       |
| 2016       | 150.441       |